# Mic Delinx
Mic Delinx de son vrai nom Michel Houdelinckx, né à Paris le 6 décembre 1930 et mort à Saint-Marcel le 18 décembre 2002, est un dessinateur français de bande dessinée.
Il est connu pour avoir dessiné la série La Jungle en folie entre 1969 et 1988.

## Biographie

### Les débuts
Passionné très jeune par le dessin, notamment les dessins animés de Walt Disney et Tex Avery, il suit les cours de dessin de l'Académie de la Grande Chaumière à Paris. Il débute dans la bande dessinée en 1957 avec la série Texas Kid publiée dans l'hebdomadaire Pierrot (qui change sa dénomination en Champion l'année suivante), dont il assure scénario et dessin. Il dessine ensuite, sur scénario de Y. Rhuis, la série Bull-Dozer publiée dans Fripounet en 1961 et Sophie publiée dans le périodique Lisette. Il rencontre René Goscinny qui écrit pour lui la série La Forêt de Chênebeau publiée tout d'abord dans Jacqueline, un magazine publicitaire, puis reprise dans Pilote en 1966. Goscinny l'amène ainsi au sein de Pilote où il crée en 1963 la série Buck Gallo, sur scénario d'Yves Duval et Jean Tabary, qui connaît dix longs récits et quelques récits complets jusqu'en 1969. Toujours pour Pilote, il dessine la série Pan et la Syrinx sur scénario de Fred, qui connaît quinze récits complets entre 1968 et 1969,,.

### La Jungle en folie
En 1969, il crée, sur scénario de Christian Godard, la série qui va le rendre célèbre, La Jungle en folie. Christian Godard raconte que c'est Mic Delinx qui vient le solliciter, désespéré parce qu'on ne lui donne plus de travail à Pilote et qu'il a charge de famille. Godard, qui  apprécie le talent de Mic Delinx, trouve alors un sujet pouvant lui convenir qu'il propose au rédacteur en chef de l'hebdomadaire Pif, lequel se montre intéressé et demande un essai sur vingt pages. Le succès est immédiat et les gags de La Jungle en folie sont publiés régulièrement dans Pif jusqu'en 1978 puis de manière occasionnelle jusqu'en 1986,.
La série est publiée en albums par Rossel Éditions à partir de 1973, puis par Dargaud à partir de 1979. Vingt albums paraissent jusqu'en 1988.

### Les autres travaux
Mic Delinx réalise également de nombreuses illustrations pour des campagnes publicitaires (par exemple le chat Sim'Cat pour la défunte marque automobile Simca). En 1981, au décès de Jean-Claude Poirier, tout comme Philippe Luguy et Yannick Hodbert, il dessine 7 vignettes pour la marque de chewing-gum Malabar puis en 1982, 12 vignettes sur une série de 24 réparties entre François Dimberton et lui. En 1996, il dessine une bande dessinée publicitaire pour Banga et crée la bande dessinée Kouakou pour le magazine jeunesse africain éponyme. Il crée également la marionnette Théobald le Chameau, mascotte de l'émission télévisée Midi Magazine,.

### La brouille avec Godard
La société de production France-Animation propose aux auteurs une adaptation en dessins animés de La Jungle en folie, mais aucun accord ne peut intervenir, du fait uniquement de Mic Delinx selon la version de Christian Godard, ce qui a éloigné les deux hommes.
La brouille définitive intervient à la fin des années 1970, alors que Mic Delinx utilise les personnages de La Jungle en folie pour réaliser un carton d'invitation pour la célébration des 50 ans de Jean-Marie Le Pen en 1978, puis quand 
Christian Godard découvre que Mic Delinx avait fourni une page entière de l'album La Crise au rédacteur en chef de l'hebdomadaire politique Minute, lequel avait remplacé les textes originaux par des textes à la gloire de Jean-Marie Le Pen. Christian Godard est outré par cette manière de procéder et juge cette utilisation, sans son accord, des personnages dont il est le co-auteur comme une atteinte à son droit d'auteur et une longue procédure judiciaire va opposer les deux hommes pendant une dizaine d'années. Au terme de ce contentieux, en 1999, il est jugé par la Cour d'Appel de Paris que Mic Delinx est auteur de la représentation des personnages et Christian Godard de leurs noms et du scénario. Pendant les dernières années de leur collaboration, les deux hommes ne communiquent plus que par l'intermédiaire de leurs avocats et la série ne figure plus que très épisodiquement dans les pages de Pif avant de s'arrêter en 1988,,.

### Les dernières années
L'épisode de sa collaboration avec Jean-Marie Le Pen et Minute vaut à Mic Delinx, dénoncé comme « facho », de devenir indésirable dans le monde de la bande dessinée. Pour survivre, il rachète des stocks d'albums en prix soldés auprès de l'éditeur et les vend lui-même dans les salons de bande dessinée. Ruiné, il perd son appartement, sombre dans la dépression, d'autant que son épouse décède alors d'un cancer, et vit dans sa voiture ou dans de petits hôtels. Épuisé, il est hospitalisé et meurt d'un arrêt cardiaque le 18 décembre 2002, à Saint-Marcel. Il est inhumé au cimetière parisien de Pantin (4e division).

## Publications
- La Jungle en folie, scénario Christian Godard, tomes 1 à 7 édités par Rossel Éditions, tomes 8 à 20 édités par Dargaud (qui réédite les 7 premiers tomes)

1. Les Aventures de Joe le tigre, 1973
2. Salut la compagnie, 1974
3. La Conquête de l'espace, 1974
4. Corrida pour une vache maigre, 1975
5. Perrette et le grand méchant Louloup, 1975
6. La Crise, 1976
7. Le Mouton enragé, 1976
8. La Belle au bois ronflant, 1979
9. La Cage aux fauves, 1980
10. Le Monstre, 1980
11. Mambo Zizi Panda, 1981
12. Le Trou du chou-fleur, 1983
13. La Brigade des morses, 1983
14. Hamac Saynètes, 1984
15. La Licorne de brume, 1984
16. Le Fondu enchaîné, 1985
17. Canard à l'orange, 1986
18. Le Fantôme du Bengali, 1987
19. Le Dindon de la farce, 1987
20. La Guerre du golf, 1988

## Distinctions
- Chevalier de l'ordre des Arts et des Lettres (1994).